# Postpolio syndrom
Postpolio syndrom, PPS, poliomyelitis sequelae er senfølger efter virussygdommen poliomyelitis, polio.
Tilstanden indtræder efter en indledende akut infektion og forekommer typisk efter 15 til 30 år eller mere i en alder over 35 år. Symptomerne inkluderer typisk faldende muskelfunktion eller akut svaghed med smerter og træthed. De samme symptomer kan både forekomme såvel efter en paralytisk som efter en ikke-paralytisk polioinfektion.
Post-polio syndrom er ikke en smitsom proces, og personer, der oplever syndromet, udskiller ikke poliovirus. 
Det skønnes at 10-20 millioner mennesker globalt lider under senfølgerne af en polioinfektion.

## Generelt
Post-polio syndrom er sjældent livstruende, selvom nogle mennesker udvikler vejrtræknings- og synkebesvær, der kan føre til alvorlige problemer.
Tilstanden kan gøre det meget vanskeligt at bevæge sig og udføre  opgaver og aktiviteter, hvilket kan have en betydelig indflydelse på hverdagen.
Symptomerne har en tendens til at blive gradvist værre over mange år, men dette sker meget langsomt, og behandling kan hjælpe med at bremse tilstandens videre udvikling.

## Symptomer
Symptomer for PPS er generel træthed, søvnforstyrrelser, nedsat udholdenhed, neuropsykologiske mangler, sensoriske symptomer og kroniske smerter.
Symptomerne ligner meget symptomerne for kronisk træthedssyndrom.
Symptomerne på PPS menes at indebære en fejl i overdimensionerede motoriske enheder, der blev dannet under genoprettelsesfasen efter den akutte sygdom. Aldring med tab af neuronenheder ved overbelastning eller inaktivitet øger risikoen for postpolio syndrom. Det er en langsom, progressiv proces, og der er ingen specifik behandling for det.  